# 地域社会型警察活動
地域社会型警察活動（Community policing）とは、地域社会との関係を発展させることに焦点を当てた警察活動の戦略である。この戦略の理念は１人の警察官が一定期間同じ地域をパトロールし、市民や地方機関と協力して問題を特定して解決するなど、１人の警察官が全ての警察サービスを行うことである。コミュニティ型警察活動やコミュニティ・ポリシングとも。
地域社会型警察活動の目的は基本的には軽犯罪を減らすことである。しかし、割れ窓理論によれば、地域社会型警察活動は重大犯罪を減らすことが出来る警察活動だと言う。
地域社会型警察活動は20世紀後半に主流だった対応型警察活動戦略とは異なるアプローチの警察活動である。そのため多くの警察署では事件が起きた時に出動する部隊とは別に英国の近隣警備チームのような地域社会型警察活動に特化した部隊を設けていることが多い。

## 歴史
警察が市民に協力を求めて、犯罪防止を優先するという考え方は昔から存在し、19世紀の警察理論であるピール原則に遡ることが出来るという意見がある 。
しかし20世紀初頭のアメリカ合衆国ではモータリゼーションや郊外化の進展、通信技術の進歩により、警察は事後対応戦略に転換し、緊急通報への迅速な対応と犯罪防止のために自動車パトロールに頼るようになった。シカゴ市警などでは汚職を防ぐために警察官による徒歩パトロールがほとんど行われなくなった。その結果、警察官と住民の交流はなくなり、警察官は地域から孤立することになった。
1960年代のアフリカ系アメリカ人公民権運動では黒人などマイノリティーの警察不信が問題になり、ジョンソン大統領が招集した司法執行管理委員会で対策が模索された。1970年代の「カンザスシティの予防パトロール実験」では目的のない自動車パトロールに犯罪抑止効果が無いことが分かった。
その結果、1980年代前半に一部の警察で地域社会型警察活動が模索され、例えばミシガン州のフリントでは犯罪多発地帯における犯罪を減らすために特定の地域に徒歩パトロール警官を配置する実験が行われた。1980年代後半になると地域社会型警察活動は大規模な警察署の一部に普及し始めた。ビル・クリントン政権は1994年に暴力犯罪取締法を制定して、地方や小規模な警察署に資金を提供するなど地域社会型警察活動を制度的に後押しした。

## 手法
地域志向の警察組織の多くは「ビート」（受け持ち区域）と呼ばれる１つの地域に警察官達を配置する。そしてビート・プロファイリング過程を通じて、その地域について警察官達に習熟させる。習熟後、受け持ち地域で経験した犯罪の種類に応じて、どのようにパトロール戦略を練れば良いかを教える。
地域社会型警察活動により、警察官たちは柔軟に職務を拡大し、地域に合わせた警察活動を実践できるようになる。警察官は個々の事件に対応するのではなく、犯罪防止のために従来より小さなパトロール区域で住民と対面で交流し、住民から情報を得て問題を解決し、住民からの信頼を勝ち取って良い循環が生まれるようにする。
以下に地域社会型警察活動の具体的な手法を列挙する。
- 地域社会に対する助言や学生との会話、近所見回りグループの奨励などにより、地域社会に防犯を奨励する。

- 徒歩や自転車によるパトロールを増やす。
- 受け持ち地域に対する警察官の説明責任の向上。
- 受け持ち地域専属の警察官チームの創設。
- 警察活動の目的と戦略について警察と地域社会が透明性を持って対話。
- 警察以外の政府機関、住民、非営利団体、企業、報道機関などと連携。
- 警察の分権化を進め、下級警察官の裁量権を拡大し、警察官の自発性に期待する。